# Akiōta
Akiōta (安芸太田町?) è una cittadina giapponese della prefettura di Hiroshima.